# Línea A (Metro de Toulouse)
La línea A del Metro de Toulouse es una línea que une la estación de Basso—Cambo con la de Balma—Gramont. En términos geográficos une el suroeste de Toulouse al noroeste, cruzando bajo el río Garona entre las estaciones de Saint-Cyprien—République y Esquirol.

## Historia
La línea A fue inaugurada el 26 de junio de 1993, entre las estaciones de Basso-Cambo y Jolimont. Esa misma mañana se inauguraba el centro de control del metro, en la estación Basso-Cambo.
- El 20 de diciembre de 2003, se prolongó entre Jolimont y Balma—Gramont

## Recorrido
La línea comienza cerca del centro comercial Auchan Gramont, en Balma. La estación Balma—Gramont se encuentra en la Route d'Agde. En las inmediaciones hay un aparcamiento disuasorio. La línea toma dirección suroeste y entra en el término de Toulouse saliendo a la superficie, donde, mediante un viaducto, cruza la autopista A62. La línea entra al barrio de Argoulets, donde se encuentra la estación del mismo nombre, Argoulets. También hay un aparcamiento disuasorio. Después, la línea se vuelve de nuevo subterránea y llega a la estación Roseraie, en el barrio homónimo. 
Después de girar al sur, la línea sale de nuevo a la superficie para cruzar otro viaducto y llega a una de las dos estaciones aéreas de la línea, Jolimont. Después, la línea llega a las inmediaciones de la Estación de Toulouse-Matabiau, donde se sitúa la estación Marengo—SNCF, donde conecta con las líneas  y . Tras pasar por debajo del Canal del Mediodía, atraviesa las Allées Jean Jaurès y llega a la estación Jean Jaurès, donde tiene correspondencia con la línea . 
La línea se adentra en el casco antiguo de Toulouse, y entra en la estación Capitole. Pasa por debajo de la Place Esquirol, donde se encuentra la estación Esquirol, y cruza por debajo del río Garona para entrar en Saint-Cyprien—République. Sigue después por las estaciones Patte-d'Oie y Arènes, donde conecta con las líneas  y  del tranvía y con la línea  del RER. También en esta estación hay un aparcamiento disuasorio.
La línea vuelve a girar al sur para seguir por las estaciones Fontaine—Lestang, Mermoz y Bagatelle. Vuelve a salir a la superficie, en un viaducto sobre la autopista A620 y llega a la estación Mirail—Université, de nuevo de forma subterránea. Aquí se encuentra la Universidad de Toulouse II-Le Mirail, y sigue por la estación Reynerie. Después de un gran giro para descender hasta la estación Bellefontaine, vuelve a subir a la superficie para llegar a la estación Basso—Cambo, la otra en superficie, que además es el final de la línea. Aquí también hay un aparcamiento.

### Correspondencias
- en Jean Jaurès
- en Arènes
- en Marengo—SNCF
- en Marengo—SNCF
- en Arènes
- en Arènes
- L1  en Jean Jaurès
- L2  en Arènes
- L3  en Arènes
- L4  en Basso—Cambo y Esquirol
- L7  en Esquirol
- L8  en Jean Jaurès y Marengo —SNCF
- L9  en Jean Jaurès y Esquirol

## Estaciones
|  |  |   |  |  | Estación                 | Estación              | Municipio | Correspondencia                            |  |
|  |  | - |  |  | ------------------------ | --------------------- | --------- | ------------------------------------------ |  |
|  |  | ■ |  |  | Balma—Gramont            | Balmar-Gramont        | Balma     | 20 51 68 72 83 84 101 102 103 106          |  |
|  |  | ■ |  |  | Argoulets                | Argolets              | Toulouse  | 33 43 76                                   |  |
|  |  | ■ |  |  | Roseraie                 | Roseda                | Toulouse  | 19 36                                      |  |
|  |  | ■ |  |  | Jolimont                 | Belmont               | Toulouse  | 37 ✝️                                      |  |
|  |  | ■ |  |  | Marengo—SNCF             | Marengo—SNCF          | Toulouse  | L8 14 23 27 ✝️ 🌙                          |  |
|  |  | ■ |  |  | Jean Jaurès              | Joan Jaurès           | Toulouse  | L1 L8 L9 14 29 🌙 🏰                       |  |
|  |  | ■ |  |  | Capitole                 | Capitòli              | Toulouse  |                                            |  |
|  |  | ■ |  |  | Esquirol                 | Esquiròl              | Toulouse  | L4 L7 L9 14 44 🌙                          |  |
|  |  | ■ |  |  | Saint-Cyprien—République | Sant Çubran—Republica | Toulouse  | 13 14 31 45 66 🌙                          |  |
|  |  | ■ |  |  | Patte-d'Oie              | Pè d'Auca             | Toulouse  | 14 45 66                                   |  |
|  |  | ■ |  |  | Arènes                   | Arenas                | Toulouse  | L2 L3 14 34 67 ⚽                          |  |
|  |  | ■ |  |  | Fontaine—Lestang         | Font l'Estanh         | Toulouse  | 13                                         |  |
|  |  | ■ |  |  | Mermoz                   | Mermoz                | Toulouse  | 13                                         |  |
|  |  | ■ |  |  | Bagatelle                | Bagatèla              | Toulouse  | 13                                         |  |
|  |  | ■ |  |  | Mirail—Université        | Miralh—Universitat    | Toulouse  | 14 46                                      |  |
|  |  | ■ |  |  | Reynerie                 | Reinariá              | Toulouse  |                                            |  |
|  |  | ■ |  |  | Bellefontaine            | Belafont              | Toulouse  | 14                                         |  |
|  |  | ■ |  |  | Basso—Cambo              | Bassa—Comba           | Toulouse  | L4 11 14 18 21 47 48 49 50 53 57 58 87 117 |  |

## Explotación de la línea

### Tiempo
La línea tarda exactamente 22 minutos y 30 segundos en recorrer la línea de extremo a extremo.

### Frecuentación
El número de pasajeros anuales no ha dejado de aumentar desde su apertura.
| Estación             | 2011       | 2012       | 2013       | 2016       | 2017       |
| -------------------- | ---------- | ---------- | ---------- | ---------- | ---------- |
| Balma—Gramont        | 4 093 659  | 4 339 281  | 4 635 422  | 4 682 568  | 4 355 966  |
| Argoulets            | 1 344 015  | 1 396 428  | 1 565 677  | 1 429 575  | 1 379 723  |
| Roseraie             | 1 899 515  | 1 969 134  | 2 058 225  | 2 167 542  | 2 051 096  |
| Jolimont             | 2 191 489  | 2 257 676  | 2 374 908  | 2 309 426  | 2 221 235  |
| Marengo—SNCF         | 4 879 872  | 5 033 727  | 5 062 133  | 4 855 562  | 4 708 484  |
| Jean Jaurès          | 11 038 713 | 11 559 622 | 11 617 976 | 11 274 013 | 10 571 678 |
| Capitole             | 4 803 658  | 4 621 676  | 4 860 173  | 4 765 379  | 4 334 296  |
| Esquirol             | 4 410 328  | 4 328 424  | 4 516 469  | 4 118 704  | 3 747 769  |
| Saint-Cyprien—Arènes | 3 247 731  | 3 456 869  | 3 604 302  | 3 241 919  | 3 043 594  |
| Patte-d'Oie          | 2 093 946  | 2 185 999  | 2 241 691  | 2 035 765  | 1 860 510  |
| Arènes               | 5 188 044  | 5 410 298  | 5 566 655  | 5 994 848  | 5 831 456  |
| Fontaine—Lestang     | 637 198    | 698 981    | 751 887    | 555 529    | 496 534    |
| Mermoz               | 782 017    | 820 391    | 807 366    | 778 424    | 728 408    |
| Bagatelle            | 1 581 237  | 1 613 925  | 1 698 979  | 1 703 930  | 1 607 753  |
| Mirail—Université    | 2 037 489  | 2 136 565  | 2 199 733  | 2 476 112  | 2 542 264  |
| Reynerie             | 1 196 771  | 1 135 656  | 1 099 102  | 1 019 765  | 960 313    |
| Bellefontaine        | 1 173 839  | 1 205 857  | 1 200 587  | 1 278 900  | 1 246 428  |
| Basso—Cambo          | 2 759 059  | 2 827 403  | 2 922 556  | 3 022 699  | 2 871 797  |
| TOTAL                | 51 269 014 | 56 997 912 | 58 783 841 | 57 711 00  | 54 500 000 |

### Aparcamientos disuasorios
A lo largo de la línea, hay 5 aparcamientos disuasorios con los que se puede acceder con el billete del metro:
- Balma—Gramont (1360 plazas)
- Argoulets (900 plazas)
- Jolimont (350 plazas)
- Arènes (600 plazas)
- Basso—Cambo (540 plazas)

## Futuro

### Duplicación de la capacidad de la línea
Durante los últimos años, la línea ha experimentado un gran crecimiento en el número de usuarios. Eso hace que, en las horas punta, esté saturada. Tisséo decidió en 2016 hacer un estudio informativo para determinar si es posible pasar de dos a cuatro coches por composición y, por lo tanto, duplicar la longitud de todas las estaciones de la línea.
El proyecto se denominó Ma ligne A en XXL (Mi línea A en XXL). Las obras empezaron en 2017, pero solo tenían lugar durante las noches o en verano, y estuvieron acompañadas también de una reforma integral de la estación Jean Jaurès, que también se saturaba en las horas punta.
Actualmente, Tisséo está concluyendo las pruebas finales de los nuevos trenes para poder ponerlos en servicio antes de finales de año.

### Toulouse Aérospace Express
Con la creación de la tercera línea de metro, la estación Marengo—SNCF se convertirá en la conexión entre ambas líneas, siendo previsiblemente la estación más transitada de la red en 2024.

### Extensión aBalma—L'Union
El grupo Toulouse Métropole Citoyenne propuso en 2018 la extensión de la línea en una estación, entre Balma—Gramont y Balma—L'Union. Allí se crearía un intercambiador entre el tren y el metro, permitiendo a los pasajeros de los trenes regionales y de cercanías que paran en la estación hacer un transbordo con el metro directamente, sin tener que llegar a la transitada Marengo—SNCF.
|  |  |   |  |  | Estación      | Estación       | Municipio | Correspondencia                   |  |
|  |  | - |  |  | ------------- | -------------- | --------- | --------------------------------- |  |
|  |  | ■ |  |  | Balma—L'Union | Balmar—Le Nòu  | L'Union   | 43 68                             |  |
|  |  | ■ |  |  | Balma—Gramont | Balmar-Gramont | Balma     | 20 51 68 72 83 84 101 102 103 106 |  |
|  |  | ⇓ |  |  |               |                |           |                                   |  |

### Extensión aTournefeuille
En varias ocasiones, tanto los vecinos como la asociación AUTATE han pedido que se prolongue la línea hasta el centro de Tournefeuille. Sin embargo, no existen planes concretos acerca de esta ampliación.